# Russian Life
«Русская жизнь» (англ. Russian Life) — американский 64-страничный цветной журнал о русской культуре, который выходит 2 раза в месяц. Выходит в печать с октября 1956 года. В октябре 2006 года журнал отметил своё 50-летие, в октябре 2011 года — 55-летие. Ранее журнал был известен под названиями «СССР» (англ. The USSR; с декабря 1955 по январь 1965) и «Советская жизнь» (англ. Soviet Life; до декабря 1991). В журнале работают американские и российские штатные сотрудники и фрилансеры. В то время как его «далёкие предки» были инструментом «вежливой пропаганды» советской и российской власти, начиная с 1995 года журнал принадлежит и публикуется американской частной компанией Russian Information Services (рус. Русские Информационные Системы).

## История

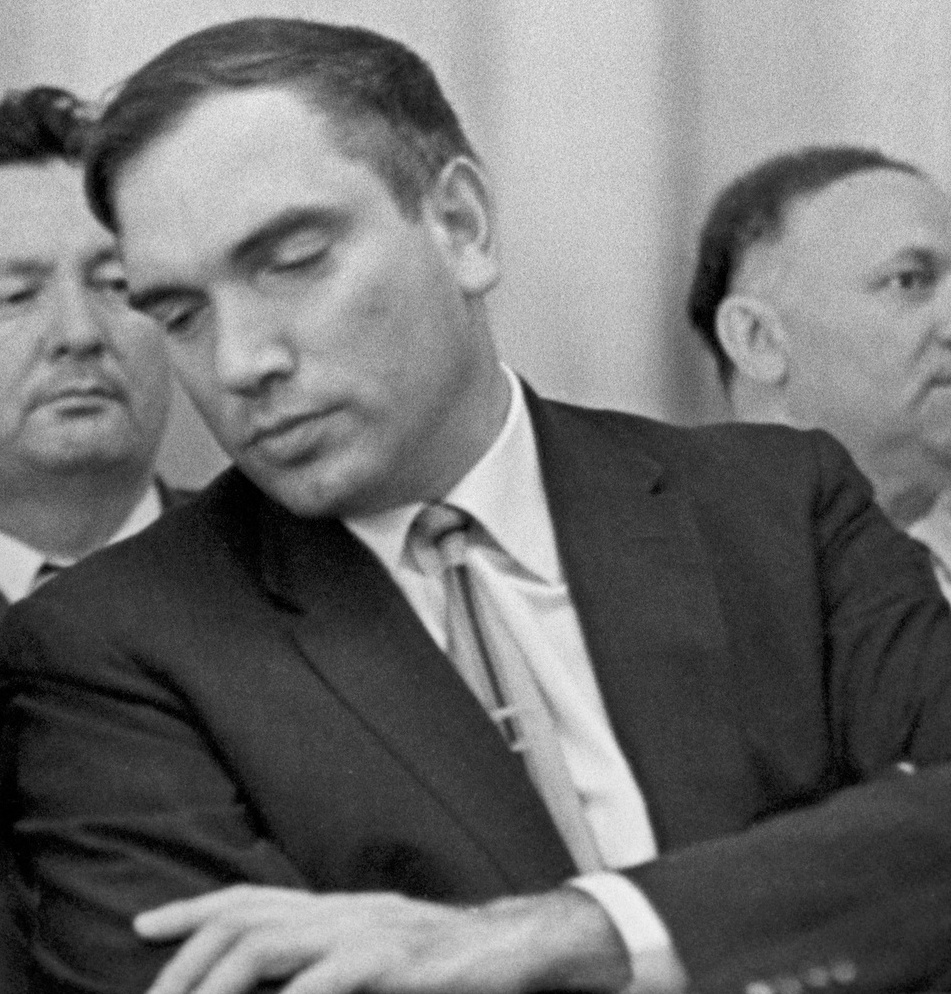
Энвер Мамедов, Москва, 1966 год

В октябре 1956 года в газетных киосках крупных городов США появился новый англоязычный журнал «СССР». Учитывая уровень антикоммунистических настроений среди общества США, название, под которым запустили журнал в печать, оказалось не самым благоприятным и удачным. Журнал издавался под редакцией Энвера Мамедова, полиглота, уроженца Баку, который был одним из самых молодых советских дипломатов, когда он был назначен пресс-секретарём советского посольства в Италии в 1943 году. Также Энвер Мамедов работал с главным свидетелем со стороны советских обвинителей, Фридрихом Паулюсом, во время международного трибунала в Нюрнберге.
Между тем, в газетных киосках Москвы, Ленинграда, Киева и других городов СССР состоялся второй дебют журнала «Америка». Первый выпуск журнала «Америка» вышел в печать в 1944 году, но в конце 1940-х Госдепартамент начал ощущать, что радио и «Голос Америки» — более эффективные инструменты пропаганды, поэтому в 1952 году публикация «Америки» была приостановлена. Тем не менее, в 1956 году американское и советское правительства договорились об обмене журналами. Таким образом «Америка» возродилась и вновь начала публиковаться в обмен на публикацию «СССР» в США. Тираж и условия распространения журнала «Америка» в СССР были ограничены. Купить его свободно в киосках «Союзпечати» было очень сложно.
Одновременное появление этих журналов было результатом межправительственного соглашения, одним из нескольких межкультурных соглашений, призванных развивать доверие между странами среди затаенной вражды международной политики. Тем не менее, никто никогда не сомневался, что каждый журнал задумывался как инструмент пропаганды в пользу своего правительства-издателя.
Несколько лет спустя журнал «СССР» изменил своё название на «Советскую жизнь». Хотя журнал никогда не печатал открытую пропаганду, он отстаивал линию правительства СССР. Тем не менее, «Советская жизнь» стремилась представить объективную информацию о русской культуре, истории, научных достижений, о различных народах, населяющих самую большую страну на Земле, правда только с хорошей стороны.

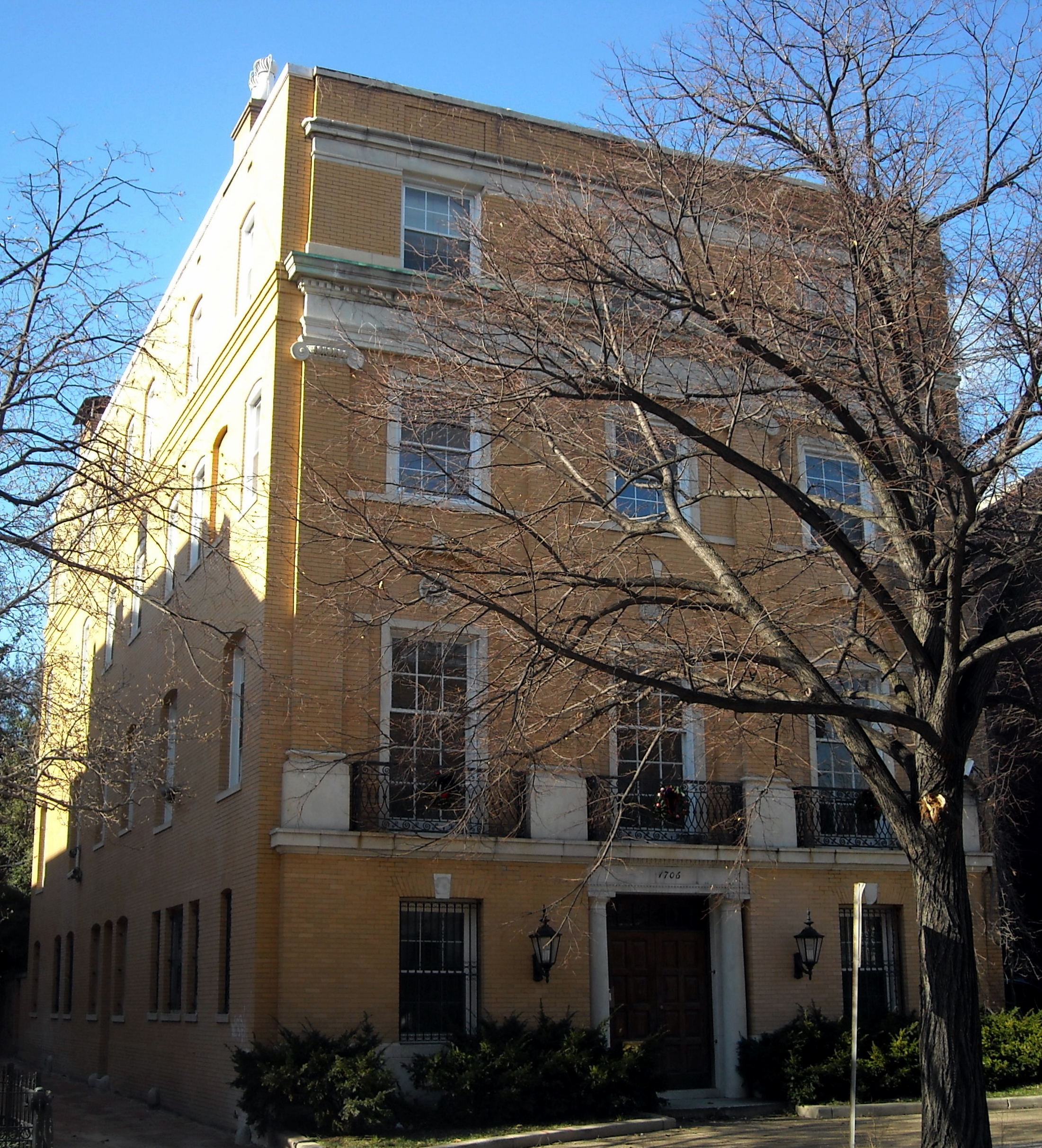
Бывший офис журнала «Советской жизни», расположенный в Вашингтоне, округ Колумбия

В соответствии с условиями межправительственного соглашения, тираж обоих журналов был ограничен в течение многих лет до около 30 000.
В конце 1980-х, в связи с политическими и экономическими реформами в Советском Союзе, интерес к советской жизни возрос — читательская аудитория выросла до более чем 50 000.
В декабре 1991 года Советский Союз прекратил существование и, соответственно, правительство России не смогло найти денег, чтобы финансировать издательство «Советской жизни». Последний номер «Советской жизни» был опубликован в декабре 1991 года.
Чуть более года спустя, в начале 1993 года, на основе соглашения между пресс-агентством правительства «Новости» и издательством Rich Frontier Publishing, «Советская жизнь» переродилась в «Русскую жизнь». Журнал стал издаваться два раза в  месяц (тогда как ранее «Советская жизнь» была ежемесячным журналом) и продолжил выходить в печать, хотя и с нерегулярным графиком, из-за трудностей с финансированием.
В июле 1995 года частная компания из Вермонта Russian Information Services, Inc. приобрела все права на «Русскую жизнь». Изначально публиковавшийся как ежемесячный, журнал вскоре изменил график на более реалистичный и выходит теперь раз в два месяца, шесть раз в год. Начиная с 1995 года компания RIS опубликовала более 100 номеров «Русской жизни». Сегодня это 64-страничный цветной журнал, заполненный рассказами об истории, культуре и жизни в самой большой стране в мире. В oктябрe 2011 журнал отметил свой 55-летний юбилей.

## Фотогалерея
- «Советская жизнь», 1969-02, № 149
- «Советская жизнь», 1983-08, № 323
- «Советская жизнь», 1984-10, № 337